# 반지초등학교
반지초등학교는 대한민국 경기도 평택시에 있는 공립 초등학교이다.

## 연혁
- 2007. 01. 28 반지초등학교 인가
- 2007. 09. 01 제1대 정근성 교장 부임
- 2007. 09. 01 16학급 편성 개교
- 2007. 09. 06 3학급 증설 인가
- 2007. 09. 14 19학급 편성
- 2008. 02. 15 제1회 졸업식(28명)
- 2008. 03. 01 28학급 편성
- 2008. 10. 10 초등 거점영어체험센터 개관
- 2009. 02. 11 병설유치원 제1회 수료식(33명)
- 2009. 02. 12 제2회 졸업식(84명)
- 2010. 02. 09 병설유치원 제2회 수료식(30명)
- 2010. 02. 10 제3회 졸업식(174명)
- 2010. 03. 01 32학급 편성(특수학급 1)
- 2011. 02. 15 병설유치원 제3회 수료식(29명)
- 2011. 02. 16 제4회 졸업식(165명)
- 2011. 03. 01 32학급 편성(특수학급 1)
- 2011. 09. 01 제2대 김기형 교장 부임
- 2012. 02. 08 병설유치원 제4회 수료식(27명)
- 2012. 02. 14 제5회 졸업식(177명)
- 2012. 03. 02 34학급 편성(특수학급 2)
- 2013. 02. 08 병설유치원 제5회 수료식(19명)
- 2013. 02. 15 제6회 졸업식(173명)
- 2013. 03. 04 39학급 편성(특수학급 2)
- 2014. 02. 13 병설유치원 제6회 수료식
- 2014. 02. 14 제7회 졸업(178명)
- 2014. 03. 03 44학급 편성(특수학급 2)